# Andreas Lange (Journalist)

Andreas Lange, Redaktionsleiter des NDR-Satiremagazins extra 3

Andreas Lange (* 1970) ist ein deutscher Journalist und TV-Redakteur des Norddeutschen Rundfunks.

## Werdegang
Lange studierte Angewandte Kulturwissenschaften an der Universität Lüneburg, 1998 volontierte er beim Norddeutschen Rundfunk und arbeitete ab 2000 als freier TV-Journalist für das Polit-Magazin Panorama im Ersten und das Satiremagazin extra 3 im NDR Fernsehen. 2003 wurde Andreas Lange Redakteur von extra 3, 2006 wechselte er als Redakteur zu Panorama. Im Jahr 2007 kehrte er zu extra 3 zurück und leitete bis Ende 2021 die Redaktion der Satiresendung. Seit Januar 2022 leitet Lange gemeinsam mit der NDR-Redakteurin Jasmin Al-Safi das trimediale Team „Satire & Medien“ im NDR, zu dem Sendungen wie extra 3, Reschke Fernsehen, Zapp, die Radio-Satire Intensiv-Station oder der  Sport-Satirechannel Wumms des Online-Content-Netzwerks Funk gehören. Lange ist Mitgründer und Redaktionsleiter von Reschke Fernsehen.